# Premio Charrúa
Los  Premio Charrúa son premios al deporte uruguayo, fueron creados y organizados por el Círculo de Periodistas Deportivos del Uruguay (CPDU) entregados desde 1972.

## Historia
Los mejores deportistas en sus respectivas disciplinas son reconocidos por la prensa uruguaya especializada en deportes. El premio cuenta con destaque que es el Premio Charrúa de Oro otorgado al mejor deportista del año en Uruguay.

En 2018, los premios fueron entregados en la Sala Nelly Goitiño del Sodre.
En 2020, la ceremonia fue transmitida por internet, La Secretaria Nacional del Deporte (SND) y la Intendencia de Montevideo se sumaron en esta instancia como copatrocinadores de la ceremonia. Los premios fueron entregados en la Sala Azul de la Intendencia de Montevideo, sin público por las medias sanitarias por la Pandemia de COVID-19.